# Saudi-Arabien ved OL
Saudi-Arabien deltog første gang i olympiske lege under Sommer-OL 1972 i München, og har siden deltaget i alle efterfølgende sommerlege undtaget Sommer-OL 1980 i Moskva som de boykottede. De har aldrig deltaget i vinterlege.

## Medaljeoversigt
| Saudi-Arabiens medaljer under de olympiske sommerlege | Saudi-Arabiens medaljer under de olympiske sommerlege | Saudi-Arabiens medaljer under de olympiske sommerlege | Saudi-Arabiens medaljer under de olympiske sommerlege | Saudi-Arabiens medaljer under de olympiske sommerlege | Saudi-Arabiens medaljer under de olympiske sommerlege |
| ----------------------------------------------------- | ----------------------------------------------------- | ----------------------------------------------------- | ----------------------------------------------------- | ----------------------------------------------------- | ----------------------------------------------------- |
| Lege                                                  | Guld                                                  | Sølv                                                  | Bronze                                                | Totalt                                                | Rang                                                  |
| 1972 München                                          | 0                                                     | 0                                                     | 0                                                     | 0                                                     | –                                                     |
| 1976 Montréal                                         | 0                                                     | 0                                                     | 0                                                     | 0                                                     | –                                                     |
| 1980 Moskva                                           | Deltog ikke                                           | Deltog ikke                                           | Deltog ikke                                           | Deltog ikke                                           | Deltog ikke                                           |
| 1984 Los Angeles                                      | 0                                                     | 0                                                     | 0                                                     | 0                                                     | –                                                     |
| 1988 Seoul                                            | 0                                                     | 0                                                     | 0                                                     | 0                                                     | –                                                     |
| 1992 Barcelona                                        | 0                                                     | 0                                                     | 0                                                     | 0                                                     | –                                                     |
| 1996 Atlanta                                          | 0                                                     | 0                                                     | 0                                                     | 0                                                     | –                                                     |
| 2000 Sydney                                           | 0                                                     | 1                                                     | 1                                                     | 2                                                     | 61                                                    |
| 2004 Athen                                            | 0                                                     | 0                                                     | 0                                                     | 0                                                     | –                                                     |
| 2008 Beijing                                          | 0                                                     | 0                                                     | 0                                                     | 0                                                     | –                                                     |
| 2012 London                                           | 0                                                     | 0                                                     | 1                                                     | 1                                                     | 79                                                    |
| 2016 Rio de Janeiro                                   | 0                                                     | 0                                                     | 0                                                     | 0                                                     | –                                                     |
| 2020 Tokyo                                            |                                                       |                                                       |                                                       |                                                       |                                                       |
| Totalt                                                | 0                                                     | 1                                                     | 2                                                     | 3                                                     |                                                       |